# Rašovec (významný krajinný prvek)
Významný krajinný prvek Rašovec (zkráceně VKP Rašovec) se nachází na části kopce Rašovec, tyčícího se na severozápadě Ledče nad Sázavou, nedaleko vlakového nádraží. Mezi významné krajinné prvky byl zapsán v roce 1997.

## Historie
V letech 1895–1896 došlo pod vrchem k výstavbě cihelny, která využívala hlínu vytěženou v oblasti severozápadního svahu kopce až po Obrvaň. Na jihovýchodě se pak nachází bývalý vápencový lom, v němž při odstřelu v roce 1972 došlo ke smrtelném zranění trojice osob a poškození 27 domů. Následně byl lom uzavřen a dnes je v jeho prostorách skládka lesního závodu. V těsném sousedství VKP probíhá rekultivace bývalé skládky tuhých komunálních odpadů.

## Geologie
Základním podkladem v Ledči nad Sázavou a jeho okolí jsou biotitické a silimaniticko-biotitické pararuly a v nich vložky dalších hornin, především amfibolitů, eklogitu, křemence, serpentinu (neboli hadce), skaren, erlanů a krystalických vápenců. VKP se pak rozkládá nad jednou z vápencových vložek, přičemž tvoří součást Ledečského krasu.

## Fauna
Z živočichů najdeme na VKP Rašovec zástupce rovnokřídlých – především cvrčka polního a saranči měnlivou. Hojně se zde vyskytují také ploštice, přičemž nejčastějšími jsou např. klopička, kněžice rohatá a ploštička pestrá. Šváby zase zastupuje rusec lesní. Dále jsou tu i zástupci stejnokřídlých, blanokřídlých a dalších druhů hmyzu.
Z chráněných zástupců fauny tu můžeme vidět či slyšet poštolku obecnou (ta zde má loviště), pěnici hnědokřídlou, zvonohlíka zahradního, konopku obecnou, budníčka většího a ťuhýka obecného. Ze motýlů zde bývá otakárek fenyklový. Díky místnímu klimatu se zde daří mravenci travnímu.

## Flóra
Z chráněných rostlin v lokalitě roste zejména bojínek Boehmerův, válečka prapořitá a brzy zjara prvosenka jarní a huseník chlupatý. Na jižním svahu kopce můžeme nalézt dobromysl obecnou, marulku rolní, hvozdíček prorostlý, sesel roční či jetel alpinský. Dále pak zde roste jetel horský, tolita lékařská, devaterník vejčitý a hlaváč bledožlutý.